# Espansione della Terra

La diffusione ipotizzata delle masse continentali e l'aumento di dimensioni della Terra con la creazione di nuova crosta oceanica.

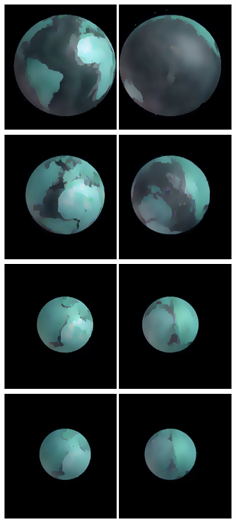
I movimenti dei continenti a mano a mano che l'espansione della Terra progrediva (dal basso verso l'alto). A sinistra l'Oceano Atlantico, a destra l'Oceano Pacifico.

La teoria dell'espansione della Terra è stata formulata tra fine Ottocento ed inizio Novecento per tentare di spiegare la posizione e il movimento dei continenti sulla superficie della Terra, assumendo l'ipotesi di una espansione del globo terrestre dell'ordine di pochi millimetri fino a 10 cm all'anno. Questa teoria, che non trova riscontro nella scienza moderna, costituì fonte di polemiche e fu superata dalla teoria della tettonica a placche.

## Storia della teoria

### Una teoria precedente a quella della deriva dei continenti
Ivan Osipovič Jarkovskij, nel 1888, cercando di riformulare la gravità, fonda una teoria basata sul flusso di etere. Secondo la sua ipotesi i corpi celesti assorbirebbero l'etere e la loro massa si accrescerebbe.
Lo scienziato italiano Roberto Mantovani evocò l'ipotesi dell'espansione nel 1889 e poi nel 1909. Nella seconda pubblicazione, egli supponeva che un solo e unico continente avrebbe coperto la superficie di una Terra più piccola. A seguito dell'attività vulcanica la Terra cresceva; poi questo continente si scisse in numerosi pezzi che si allontanarono, lasciando che gli oceani riempissero queste spaccature
Questa è la prima volta che l'idea della Pangea fu evocata. Alfred Wegener vide delle similitudini con la sua teoria (lui stesso introdusse il nome di Pangea), ma piuttosto che adottare l'ipotesi dell'espansione terrestre, egli propose l'ipotesi che il raggio della Terra restasse costante, ciò lo condusse a stimare che i continenti derivavano gli uni in rapporto agli altri.
Sull'ipotesi di Mantovani, Alfred Lothar Wegener ha scritto:
Ott Christoph Hilgenberg pubblicò diversi studi e ricerche sullo stesso tema.

## Osservazioni

### Osservazioni concordanti

#### Variazione della costante gravitazionale
Intorno al 1938, il fisico Paul Dirac (1902–1984) suggerì che la costante gravitazionale universale fosse diminuita durante i miliardi d'anni d'esistenza dell'Universo. Ciò condusse il fisico tedesco Pascual Jordan a modificare la relatività generale e a proporre nel 1964 che tutti i pianeti crescano lentamente. Jordan credeva che la Terra avrebbe potuto aver raddoppiato il suo raggio negli ultimi cento milioni di anni.

#### Dimensioni dei fossili
Questo potrebbe così spiegare la dimensione massiccia dei dinosauri, così come le dimensioni di oltre un metro di certe libellule fossili, per il fatto che questi avrebbero beneficiato di una gravità minore nel passato. Tuttavia è stato recentemente dimostrato che gli animali di grandi dimensioni (come i dinosauri) non hanno la stessa densità degli animali di taglia ridotta; si può dunque postulare l'esistenza di una sorta di "giganti" per effetto di un deficit della gravità.

## Critiche
La maggior parte delle polemiche riguardanti le teorie dell'espansione e della tettonica delle placche sono incentrate attorno alla validazione del modello della subduzione. La subduzione è il processo mediante il quale (nella teoria della tettonica a zolle), il materiale della crosta terrestre si dissolve nel mantello, permettendo al pianeta di mantenere la sua dimensione.
I sostenitori del modello della Terra in espansione argomentano con la mancanza di prove sull'esistenza della subduzione, in particolare a causa del fatto che le faglie oceaniche nel fondo degli oceani sono molto più larghe delle zone di subduzione conosciute. D'altra parte, il fondo dell'oceano ha una superficie regolare, che non spiega il modello della subduzione la quale implicherebbe un ingorgo della crosta oceanica.
Al contrario le eclogiti sono una prova possibile della subduzione.
L'altro aspetto della controversia è che questa ipotesi tocchi i paradigmi fisici profondamente radicati. Alcune teorie fisiche moderne, come la relatività, suppongono che lo spazio esterno sia vuoto (non c'è etere) e che la Terra resti un punto molto isolato nello spazio, rotolando lungo la curvatura dello spazio-tempo causata dal Sole, mentre altre, come certe sottocategorie della Meccanica Quantistica sostengono la necessità di un mezzo, che Frank Wilczek in La leggerezza dell'essere. La massa, l'etere e l'unificazione delle forze chiama "la Griglia".
Inoltre, la teoria dell'espansione contraddice alcuni principi della meccanica celeste, poiché se la terra fosse in crescita la sua orbita sarebbe progressivamente alterata fino al punto di precipitare sul Sole, visto che la forza centrifuga non sarebbe più sufficiente a compensare la forza di gravità.

## Tentativi di spiegazione del fenomeno

### L'impatto dei neutrini
Konstantin Meyl ha proposto, nel 2004, che l'assorbimento dei neutrini, da parte della Terra, avrebbe potuto provocare una espansione del globo. A partire da questa ipotesi, Meyl predisse che l'eclissi di Sole accrescevano la probabilità di sismi, nelle zone in ombra.
Claude Deviau assunse ugualmente l'ipotesi che i monopoli magnetici teorizzati da Georges Lochak (ex direttore della Fondazione Louis de Broglie) sotto forma di neutrini magneticamente eccitati, provenienti dal sole e convergenti verso i poli, avrebbero dovuto produrre almeno dell'idrogeno all'interno della crosta terrestre e nel mantello. L'ipotesi si riallaccia a quella di K. Meyl e ha il merito di spiegare come viene creata nuova materia.

### La Terra idrurata
La teoria della Terra idrurata (La Terre hydrurée, in francese; The hydridic Earth, in inglese) è stata proposta dal geologo russo Vladimir Larin. L'ipotesi è che il nucleo terrestre sia costituito da idruri metallici. Secondo questa teoria i metalli contenenti idrogeno possono avere una densità più importante. Di conseguenza, la liberazione dell'idrogeno sotto l'effetto della temperatura e della pressione provoca la diminuzione della densità del metallo e dunque l'aumento del volume.
Inoltre, l'apparizione dell'acqua sulla superficie della Terra è spiegata in questo caso dall'idrogeno che sfugge dal nucleo terrestre.